# 兵庫県立姫路聴覚特別支援学校
兵庫県立姫路聴覚特別支援学校（ひょうごけんりつ ひめじちょうかくとくべつしえんがっこう）は、兵庫県姫路市本町にある県立特別支援学校。聴覚障害がある児童・生徒を教育対象とする。寄宿舎を併設している。

## 設置学部
- 幼稚部
- 小学部
- 中学部
- 高等部 - 工業技術科・生活デザイン科

## 歴史
公式サイト「歴史」による。
- 1948年（昭和23年）4月1日 - 開校。校舎は姫路市本町の旧陸軍兵器庫の兵舎を改修したもの。
- 1949年（昭和24年）4月1日 - 中学部を設置。
- 1950年（昭和25年）4月 - 姫路市北平野に移転。
- 1951年（昭和26年）3月24日 - 現在地に移転。
- 1957年（昭和32年）4月1日 - 高等部に専攻科を設置。
- 1959年（昭和34年）4月1日 - 幼稚部を設置。
- 2007年（平成19年）4月1日 - 学校名を「兵庫県立姫路聾学校」から「兵庫県立姫路聴覚特別支援学校」に変更。なお、バス停名の改称は、翌2008年4月1日に実施される。
- 2013年（平成25年）4月1日 - 高等部「産業工芸科」「被服科」をそれぞれ「工業技術科」「生活デザイン科」に改名。

## 交通アクセス
- JR西日本姫路駅または山陽電鉄姫路駅より徒歩約15分
- 姫路駅前より神姫バスに乗車し「聴覚特別支援学校・好古園前」下車すぐ。姫路駅前方面へ向かう場合は、｢市之橋・聴覚特別支援学校前｣で乗車する。